# Turn 10 Studios
A Turn 10 Studios (rövidítve: T10 vagy Turn 10) redmondi székhelyű amerikai videójáték-fejlesztő cég, melyet 2001-ben alapított a Microsoft Studios a Forza sorozat elkészítésére.

## Videójátékai
| Év   | Cím                                     | Platformok                      |
| ---- | --------------------------------------- | ------------------------------- |
| 2005 | Forza Motorsport                        | Xbox                            |
| 2007 | Forza Motorsport 2                      | Xbox 360                        |
| 2009 | Forza Motorsport 3                      | Xbox 360                        |
| 2011 | Forza Motorsport 4                      | Xbox 360                        |
| 2012 | Forza Horizon                           | Xbox 360                        |
| 2013 | Forza Motorsport 5                      | Xbox One                        |
| 2014 | Forza Horizon 2                         | Xbox 360, Xbox One              |
| 2015 | Forza Horizon 2 Presents Fast & Furious | Xbox 360, Xbox One              |
| 2015 | Forza Motorsport 6                      | Xbox One                        |
| 2015 | Forza Motorsport 6: Apex                | Microsoft Windows, Xbox One     |
| 2016 | Forza Horizon 3                         | Microsoft Windows, Xbox One     |
| 2017 | Forza Motorsport 7                      | Microsoft Windows, Xbox One     |
| 2018 | Forza Horizon 4                         | Microsoft Windows, Xbox One     |
| 2019 | Forza Street                            | Microsoft Windows, iOS, Android |